# Consiliul Național pentru Acreditare și Atestare al Republicii Moldova
Consiliul Național pentru Acreditare și Atestare (CNAA) este autoritatea publică din Republica Moldova responsabilă pentru evaluarea și acreditarea organizațiilor din sfera științei și inovării, precum și pentru atestarea personalului înalt calificat (conferirera gradelor și titlurilor științifice și științifico-didactice).

## Istoric
Consiliul Național pentru Acreditare și Atestare a fost creat în anul 2004, în conformitate cu Codul cu privire la știință și inovare a Republicii Moldova. El a fost format prin extinderea atribuțiilor și mărirea personalului Comisiei Superioare de Atestare (CSA). CSA fusese instituită în anul 1992 cu scopul de a crea și coordona un sistem unic de pregătire și atestare a cadrelor științifice și științifico-didactice în Republica Moldova. Din anul 2004 în atribuțiile instituției a fost inclusă evaluarea și acreditarea organizațiilor din sfera științei și inovării.
Instituția a avut 3 președinți până în prezent:
- Boris Melnic, academician al Academiei de Științe a Moldovei (AȘM);
- Constantin Gaindric, membru corespondent al AȘM;
- Valeriu Canțer, academician al AȘM.

## Structură
Conducerea

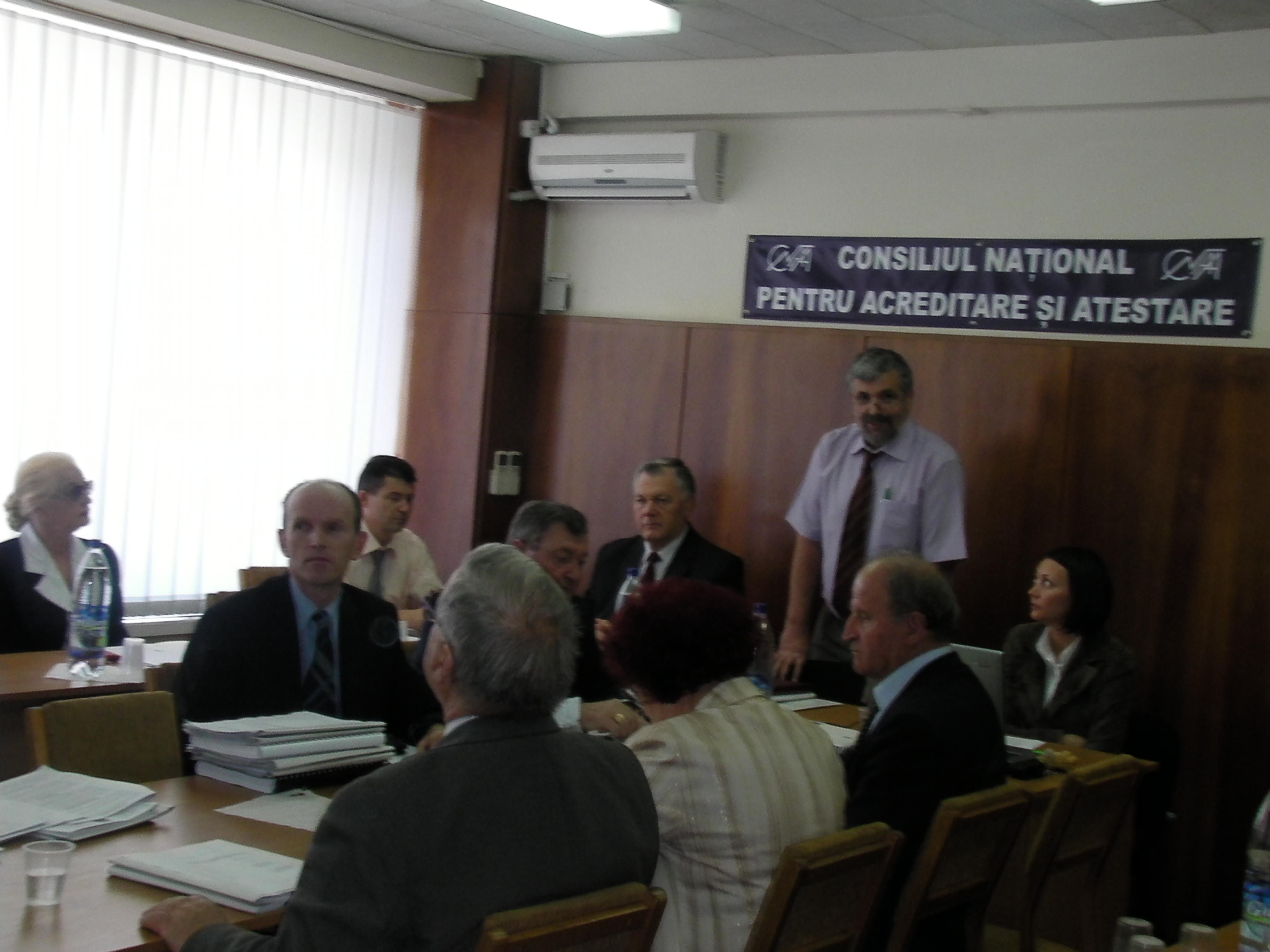
O ședință a Consiliului

CNAA este formată din președinte, doi vicepreședinți și un secretar
științific.CNAA include două comisii a câte 17 persoane, membrii cărora sunt
angajați permanenți ai altor organizații (de cercetare, de învățământ sau din
administrația publică)., care se întrunesc în ședințe de minimum 7 ori pe an.
Comisiile sunt conduse de către cei doi vicepreșinți ai CNAA și mai includ:
- Comisia de acreditare a organizațiilor din sfera științei și inovării - șase membri ai AȘM, propuși de către președintele acesteia, șase membri sunt reprezentanți ai instituțiilor de învățământ superior, propuși de către Guvern și patru reprezentanți ai Guvernului;

- Comisia de atestare a a personalului științific și științifico-didactic - opt membri ai AȘM, propuși de către președintele acesteia și opt membri sunt reprezentanți ai instituțiilor de învățământ superior, propuși de către Guvern.

Componența
nominală a Comisiilor CNAA este aprobată prin decretul Președintelui Republicii Moldova.
CNAA dispune de un aparat administrativ constituit din 29 persoane, grupate în:
- Direcția de evaluare și acreditare;
- Direcția de atestare;
- Direcția politici și monitorizare doctorat;
- Secția economico-financiară și administrativă;
- Serviciul juridic și resurse umane;
- Serviciul Secrtariat și documentare.

## Legături externe
- Site-ul oficial al CNAA Arhivat în 28 martie 2014, la Wayback Machine.